# Existenzminimum
Als Existenzminimum (auch: Notbedarf) bezeichnet man die Mittel, die zur Befriedigung der materiellen Bedürfnisse notwendig sind, um physisch zu überleben; dies sind vor allem Nahrung, Kleidung, Wohnung und eine medizinische Versorgung.
Wie die Armutsdefinition ist die Definition des Existenzminimums immer kulturspezifisch und relativ.
Das soziokulturelle Existenzminimum garantiert über das physische Existenzminimum hinaus ein Recht auf Teilhabe am gesellschaftlichen, kulturellen und politischen Leben. Es ist ein Grundrecht.

## Situation in den deutschsprachigen Ländern

### Deutschland

#### Soziokulturelles Existenzminimum
Die Sozialgerichte haben den Begriff des soziokulturellen Existenzminimums geprägt. Er umfasst den materiellen Bedarf, der unerlässlich ist, um bei sparsamem Wirtschaften am gesellschaftlichen Leben teilhaben zu können. Dazu werden Arbeitslosengeld II, Grundsicherung im Alter und bei Erwerbsminderung und Hilfe zum Lebensunterhalt erbracht. Die für die Höhe dieser Leistungen maßgeblichen Regelbedarfe werden auf der Grundlage statistischer Erhebungen festgelegt. Maßgeblich sind die Ausgaben des ärmsten Fünftels der nach ihren Nettoeinkommen geordneten Einpersonenhaushalte, bereinigt um die Sozialhilfeempfänger. Dabei werden nicht die Preise eines politisch gesetzten Warenkorbes berücksichtigt, sondern die durch Befragungen ermittelten tatsächlichen Ausgaben. An den statistisch ermittelten Werten werden teilweise erhebliche Abschläge vorgenommen, um zwischen Erwerbstätigen und Beziehern der Grundsicherungsleistung einen deutlichen Abstand zu schaffen (das sogenannte Lohnabstandsgebot). Kritiker bemängeln, dass infolge von sachlich nicht gerechtfertigten Abschlägen das (real erforderliche) soziokulturelle Existenzminimum erheblich unterschritten werde. Des Weiteren sieht § 1a Kürzungen der existenzsichernden Leistungen für Leistungsberechtigte (materiell hilfebedürftige Asylbewerber, Geduldete sowie Ausländer, die vollziehbar zur Ausreise verpflichtet sind) nach dem Asylbewerberleistungsgesetz vor.
Das Existenzminimum ist ein Grundrecht und unter verschiedenen Namen bekannt: Grundrecht auf Gewährleistung eines menschenwürdigen Existenzminimums,, Grundrecht auf Sicherung eines Existenzminimums, Grundrecht auf Existenzsicherung, soziales Grundrecht auf ein menschenwürdiges Existenz- und Teilhabeminimum und Grundrecht auf Zusicherung eines menschenwürdigen Existenzminimums.

#### Schuldrechtliches Existenzminimum
Das pfändungsfreie Existenzminimum ergibt sich aus § 850c ZPO. Es liegt seit dem 1. Juli 2019 für eine alleinstehende Person bei 1.178,59 € netto pro Monat (bis Juli 2019 bei 1.133,80 €). Die Freibeträge erhöhen sich, wenn der Schuldner Unterhaltspflichten zu erfüllen hat. Die Freigrenzen werden regelmäßig im 2-Jahres-Rhythmus proportional mit den Veränderungen des steuerrechtlichen Existenzminimums (siehe unten, § 32a Abs. 1 Nr. 1 EStG) angepasst.
In der europäischen Sozialcharta ist das angemessene (Mindest-)Entgelt mit 68 % des nationalen Durchschnittsstundenlohns taxiert, der in Deutschland nach Berechnungen des Statistischen Bundesamtes aus 2013 bei 15,89 € brutto liegt und somit zu einem angemessenen Entgelt von 10,80 € brutto pro Stunde führt.

#### Steuerrechtliches Existenzminimum
|                                  | Allein- stehende | Ehepaare | Kinder |
| -------------------------------- | ---------------- | -------- | ------ |
| Regelsatz (pro Jahr)             | 5.400            | 9.720    | 3.816  |
| Bildung und Teilhabe             |                  |          | 324    |
| Kosten der Unterkunft (pro Jahr) | 3.684            | 5.520    | 1.104  |
| Heizkosten (pro Jahr)            | 804              | 1.080    | 216    |
| sächliches Existenzminimum       | 9.888            | 16.320   | 5.460  |
| steuerlicher Freibetrag          | 9.408            | 18.816   | 5.172  |

Das einkommensteuerliche Existenzminimum darf nach der Rechtsprechung des Bundesverfassungsgerichts nicht geringer sein als das sozialhilferechtlich definierte sogenannte „sächliche Existenzminimum“, das für alle Steuerpflichtigen in voller Höhe von der Einkommensteuer freizustellen ist (Grundfreibetrag). Das sächliche Existenzminimum als Bestandteil der Steuerfreiheit des Existenzminimums umfasst im Wesentlichen die Aufwendungen für Nahrung, Kleidung, Hygiene, Hausrat, Wohnung und Heizung sowie den korrespondierenden Leistungstatbeständen des Sozialhilferechts. Im Februar 2008 stellte das Bundesverfassungsgericht ergänzend fest, dass Aufwendungen des Steuerpflichtigen für die Kranken- und Pflegeversorgung, insbesondere entsprechende Versicherungsbeiträge, ebenso Teil des einkommensteuerrechtlich zu verschonenden Existenzminimums sein können.
Für das Berichtsjahr 2022 beispielsweise prognostizierte die Bundesregierung in ihrem „13. Existenzminimumbericht“ einen sozialhilferechtlichen Mindestbedarf eines Alleinstehenden von 9.888 Euro (siehe nebenstehende Tabelle), für Ehepaare 16.320 Euro, für ein Kind 5.460 Euro. Das einkommensteuerliche Existenzminimum dagegen beläuft sich für Alleinstehende auf 9.408 Euro und für Ehepaare auf 18.816 Euro. Der Kinderfreibetrag beträgt 5.173 Euro – zuzüglich des Freibetrags für den Betreuungs- und Erziehungsbedarf von 2.928 Euro summierten sich die steuerlichen Freibeträge damit pro Kind auf 8.101 Euro.
Die Steuerfreiheit des Existenzminimums des Steuerpflichtigen und seiner unterhaltsberechtigten Familie ist im Rahmen des subjektiven Nettoprinzips ein Verfassungsgebot. Neben dem Grundfreibetrag gibt es noch Steuerabzüge, welche die Steuerfreiheit des Existenzminimums gewährleisten sollen.

#### Existenzminimumbericht der Bundesregierung
Der Bericht über die Höhe des Existenzminimums von Erwachsenen und Kindern (kurz: Existenzminimumbericht) wird seit 1995 von der deutschen Bundesregierung zunächst alle drei, inzwischen alle zwei Jahre vorgelegt. Er trifft Aussagen zur aktuellen Höhe des steuerbefreiten Existenzminimums. Daran orientiert sich auch das Kindergeld.

### Österreich
Eine andere Definition des Existenzminimums als in Deutschland ergibt sich aus der Existenzminimumverordnung der Republik Österreich, in der das nichtpfändbare Einkommen festgelegt wird. Eine Ausnahme bildet der Anspruch auf Kindesunterhalt: Forderungen gegen barunterhaltspflichtige Elternteile sind auch zulässig, wenn deren Existenzminimum um 25 % unterschritten wird. (Beispiel: Existenzminimum-Verordnung 2002 – ExMinV 2002, Republik Österreich). Danach hängt das Existenzminimum vom eigenen Einkommen ab.

### Schweiz
Zu unterscheiden sind in der Schweiz de lege lata das sozialhilferechtliche und das schuldbetreibungsrechtliche Existenzminimum. Anspruch auf „Sozialhilfe“ zur Abdeckung des Existenzminimums hat jeder Mensch in der Schweiz, solange er sich nicht illegal im Land aufhält.
Das Existenzminimum berechnet sich oftmals an den Mietkosten einer einfachen, zweckmäßigen Wohnung, den Krankenkassenprämien inklusive Selbstbehalt sowie rund CHF 1.000 für einen Ein-Personen-Haushalt bzw. CHF 1.500 für einen 2-Personen-Haushalt. Bei Menschen, die einer Arbeitstätigkeit nachgehen oder in Ausbildung sind, wird ein Zuschlag für berufsbedingte Auslagen gewährt. Einen Anhaltspunkt geben die unverbindlichen Empfehlungen der Schweizerischen Konferenz für Sozialhilfe. Die einzelnen Kantone und Gemeinden berechnen die Höhe des Existenzminimums unterschiedlich.
Wurde einer Person gemäß dem Bundesgesetz über Schuldbetreibung und Konkurs (SchKG) der Lohn gepfändet, kommen bei der Berechnung des Existenzminimums die schuldbetreibungsrechtlichen Richtlinien zur Anwendung. Diese Richtlinien können kantonal unterschiedlich ausgestaltet sein.

## Hilfsangebote diverser nichtstaatlicher Organisationen
Eine konkrete Hilfe für Menschen, die finanziell am Existenzminimum leben, können Projekte von diversen nichtstaatlichen Organisationen sein. Zum Beispiel karitative Einrichtungen wie Kleiderkammern, die „Tafeln“ oder Suppenküchen, aber auch Einrichtungen, die grundsätzlich allen Menschen offenstehen, wie der so genannte Umsonstladen.

## Anfang des 20. Jahrhunderts
„Der zur Erhaltung der vollen Leistungsfähigkeit notwendige Existenzbedarf eines gewöhnlichen Landarbeiters oder ungelernten städtischen Tagelöhners und seiner Familie […] besteht, so kann man sagen, aus einer guten Wohnung mit mehreren Zimmern, aus warmer Kleidung mit etwas Wechsel in Unterkleidern, frischem Wasser, reichlicher Getreidenahrung, mäßig viel Milch, Fleisch, ein wenig Tee etc. und aus etwas Bildung und Erholung; schließlich ist erforderlich, dass die Arbeit seiner Frau genug Zeit lässt, um ihr die ordentliche Erfüllung ihrer Pflichten als Mutter und Gattin zu ermöglichen. Wenn ungelernte Arbeiter in irgend einer Gegend eines dieser Dinge entbehren müssen, so wird ihre Leistungsfähigkeit in der selben Weise leiden, wie die eines Pferdes, das nicht sorgfältig gepflegt wird, oder einer Dampfmaschine, welche ungenügend gespeist wird. Jede Konsumtion bis zu dieser Grenze ist absolut produktive Konsumtion.“